# JavaSound
JavaSound es una API, que viene incluida en el JDK, de bajo nivel, para dar efectos básicos y el control de la entrada y salida de sonido de los medios de comunicación, incluidos los de audio y de Interfaz digital de instrumentos musicales (MIDI) de datos. Este API consta de 4 paquetes:
- javax.sound.sampled.: contiene las clases necesarias para el manejo del sonido muestreado, esto incluye la captura, la mezcla y la reproducción de audio, proporcionando además algún control y efecto sobre el sonido así como interfaces para el almacenamiento.

- javax.sound.sampled.spi.: proporciona las interfaces de síntesis, secuenciamiento y transporte MIDI.

- javax.sound.midi.: proporciona una interfaz para los desarrolladores de servicios basados en las interfaces anteriores.

- javax.sound.midi.spi.: proporciona una interfaz para los desarrolladores de servicios basados en las interfaces anteriores.